# Shattered Dreams
Shattered Dreams is een nummer van de Britse band Johnny Hates Jazz uit 1987. Het is de tweede single van hun debuutalbum Turn Back the Clock. Op 23 maart van dat jaar werd het nummer op single uitgebracht.
In tegenstelling tot voorganger "Me and My Foolish Heart", werd "Shattered Dreams" wereldwijd een enorme hit. De plaat bereikte in thuisland het Verenigd Koninkrijk de 5e positie in de UK Singles Chart. In Ierland werd de 3e positie bereikt, in de Verenigde Staten de 2e en in Canada de 4e positie.
In Nederland was de plaat op zondag 24 mei 1987 de 175e Speciale Aanbieding bij de KRO op Radio 3 en werd een bescheiden radiohit. De plaat bereikte de 26e positie in de Nationale Hitparade Top 100 en de 30e positie in de Nederlandse Top 40. In de Europese hitlijst op Radio 3, de TROS Europarade, werd de 14e positie bereikt.
In België bereikte de plaat de 36e positie in de Vlaamse Ultratop 50. In de Vlaamse Radio 2 Top 30 werd géén notering behaald.